# Adelges funitectus
Adelges funitectus är en insektsart. Adelges funitectus ingår i släktet Adelges och familjen barrlöss. Inga underarter finns listade i Catalogue of Life.